# Atrachea miyakensis
Atrachea miyakensis là một loài bướm đêm trong họ Noctuidae.